# Ormont-Dessous
Ormont-Dessous (toponimo francese; in tedesco Ormund, desueto) è un comune svizzero di 1 104 abitanti del Canton Vaud, nel distretto di Aigle.

## Geografia fisica
Il territorio di Ormont-Dessous comprende una parte del lago de l'Hongrin.

## Storia

### Simboli
Lo stemma è stato adottato nel 1921. La torre ricorda l'antico castello di Aigremont, costruito dai signori di Pontverre nel XIV secolo. Le stelle simboleggiano le quattro seytes, ovvero le frazioni del comune. In punta un riferimento al Mont-d'Or ("montagna d'oro"), situato nel comune.

## Monumenti e luoghi d'interesse

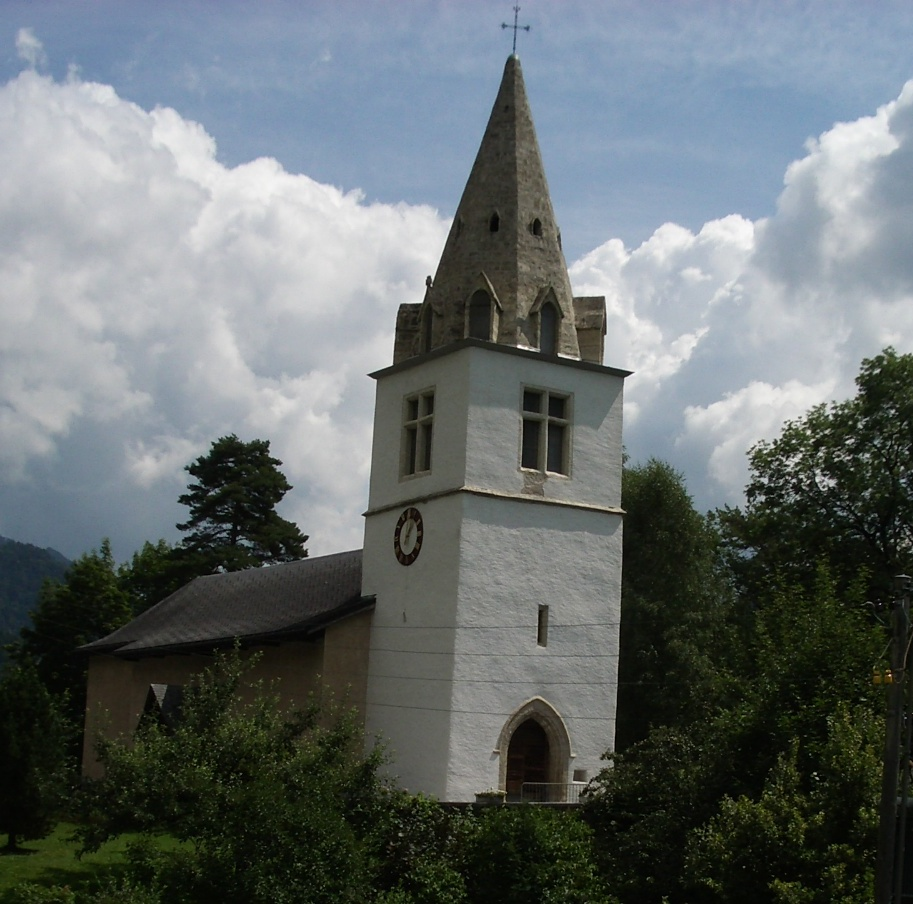
La chiesa di San Maurizio

- Chiesa riformata di San Maurizio in località Cergnat, attestata dal 1279[1];
- Diga dell'Hongrin Nord;
- Diga dell'Hongrin Sud.

## Società

### Evoluzione demografica
L'evoluzione demografica è riportata nella seguente tabella:
Abitanti censiti

## Geografia antropica

### Frazioni

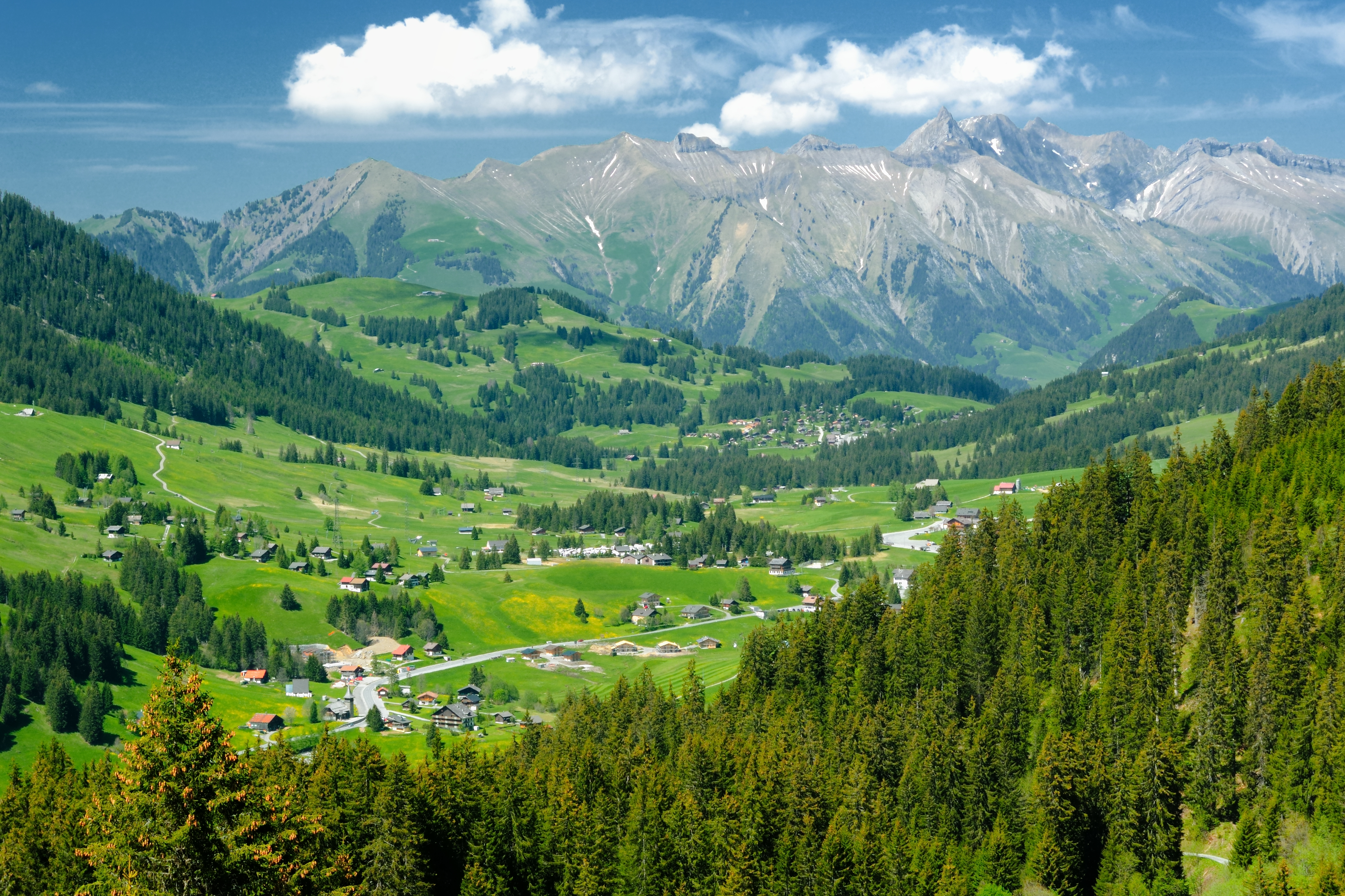
Les Mosses

- Cergnat
- La Comballaz
- La Forclaz
- Le Sépey, capoluogo comunale
- Les Mosses
- Les Voëttes
- Matélon

## Economia

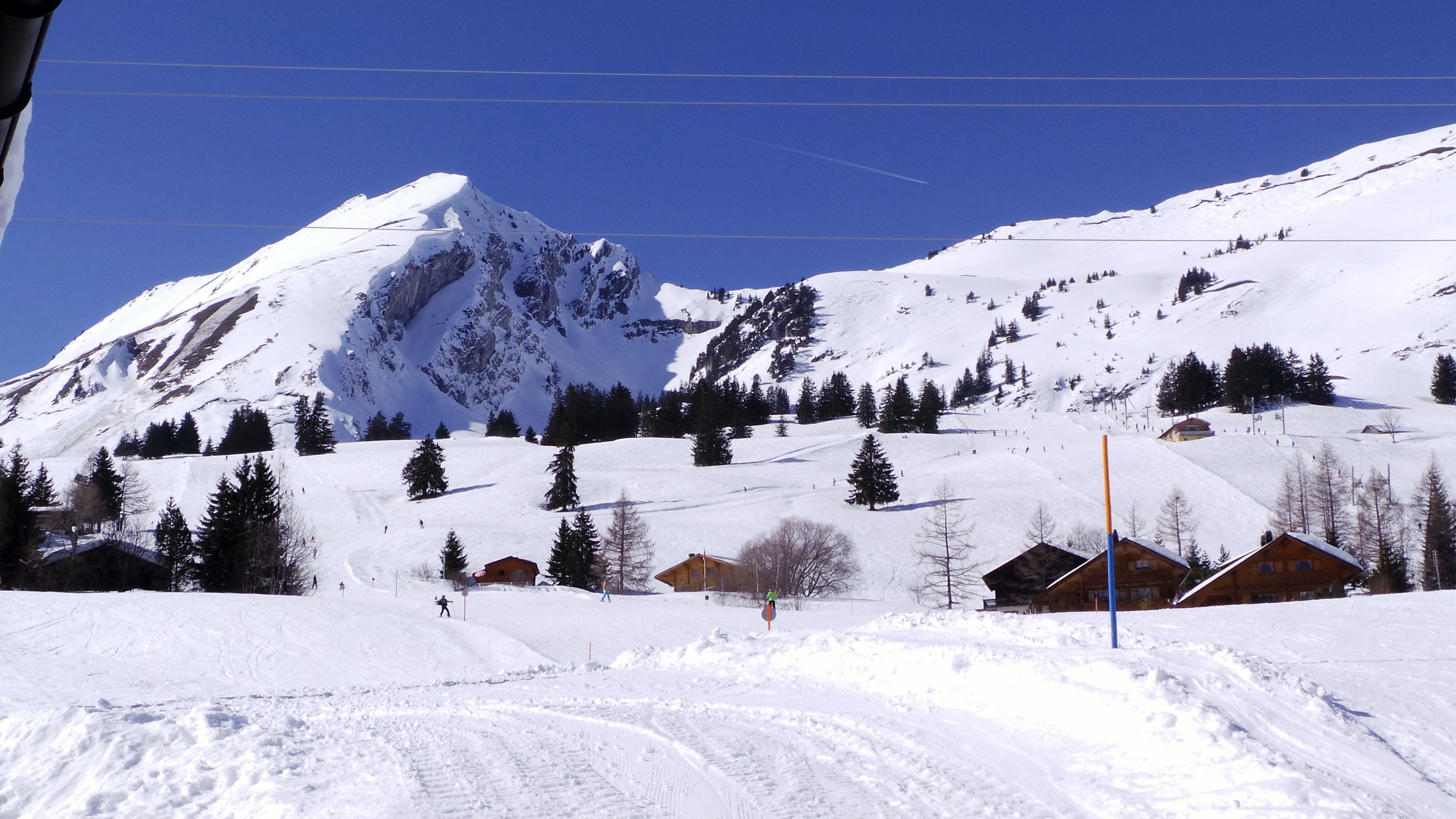
Piste sciistiche a Les Mosses

Ormont-Dessous è una località di villeggiatura estiva sviluppatasi a partire dagli anni 1840; La Comballaz è una stazione termale (dagli anni 1860), Les Mosses è una stazione sciistica (dagli anni 1930).

## Infrastrutture e trasporti

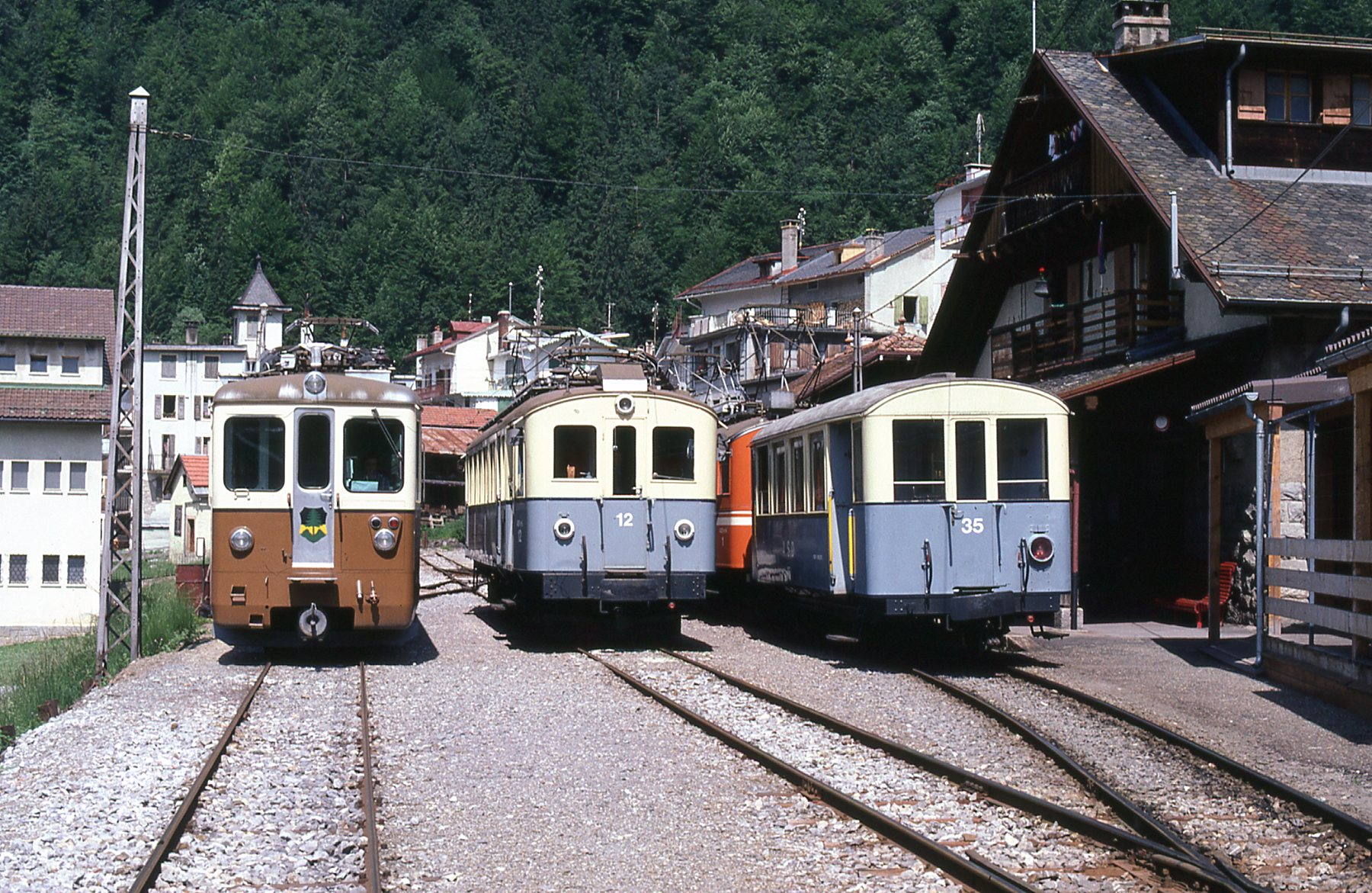
La stazione di Le Sépey

Ormont-Dessous è servito dalla stazione di Le Sépey, sulla ferrovia Aigle-Sépey-Diablerets.

## Amministrazione
Ogni famiglia originaria del luogo fa parte del cosiddetto comune patriziale e ha la responsabilità della manutenzione di ogni bene ricadente all'interno dei confini del comune.